# Живий за викликом
«Живий за викликом» (англ. Pushing Daisies, фразеологізм «штовхання (продаж) маргариток» — «помирати; бути мертвим») — американський комедійно-трагічний телесеріал. Прем'єра серіалу відбулася на телеканалі ABC 3 жовтня 2007 року. Показ другого сезону завершений 13 червня 2009 року.

## Сюжет
Ця чорна комедія розповідає про хлопчика на ім'я Нед. Він живе звичайним життям, їсть звичайну їжу, але у нього незвичайний дар. Він вміє оживляти мертвих. Цей дар як дарує, так і забирає життя. Якщо протягом хвилини не доторкнутися до живого знову, гине хтось інший. Якщо ж доторкнутися, цей живий знову повертається у світ мертвих, цього разу безповоротно.

## Акторський склад
- Лі Пейс — Нед, власник ресторану «Pie Hole», який має силу повертати мертвих людей.
- Анна Фріл — Чак / Шарлотта Чарльз, дитяче кохання Неда, повернути ним до життя після вбивства
- Чи Макбрайд — Емерсон Код, приватний детектив і діловий партнер Неда
- Крістін Ченовет — Олів Снук, офіціантка «Pie Hole», безнадійно закохана в Неда
- Еллен Грін — Вівіан Чарльз, агорафобна тітка Чак
- Свузі Керц — Лілі Чарльз, інша агорафобна тітка Чак (та її біологічна мати)
- Філд Кейт — юний Нед (у флешбеках)
- Джим Дейл — оповідач